# Mistrzostwa Świata w Hokeju na Lodzie 2009 (II Dywizja)
Mistrzostwa Świata w Hokeju na Lodzie II dywizji 2009 odbyły się w dwóch państwach: Serbii (Nowy Sad) oraz w Bułgarii (Sofia). Zawody odbyły się w dniach 6-13 kwietnia. Był to 13. turniej o awans do I dywizji mistrzostw świata (wcześniej grupy C).
W tej części mistrzostw uczestniczyło 12 drużyn podzielonych na dwie grupy, w których rozgrywały mecze systemem każdy z każdym. Najlepsze drużyny awansowały do I dywizji, najgorsze zaś spadły do III dywizji.
Hale, w których odbyły się zawody to:
- Novi Sad Arena (Nowy Sad)
- Hala Sportów Zimowych w Sofii (Sofia)

## Grupa A

### Wyniki
| 7 kwietnia 2009 | Chiny | 3:2 pd. | Islandia | SPENS, Nowy Sad |

| Szczegóły      | Szczegóły                                             | Szczegóły            | Szczegóły                                         | Szczegóły                                  |
| -------------- | ----------------------------------------------------- | -------------------- | ------------------------------------------------- | ------------------------------------------ |
| Godzina: 13:30 | Fu N. 17:49 (PP) Du C. 42:45 (PP) Zhang W. 64:30 (PS) | (1:1, 0:0, 1:1, 1:0) | 10:50 (PP) G. Þormóðsson 58:17 (PP) E. Þormóðsson | Widzów: 100 Sędzia główny: Benny Haxelmans |

| 7 kwietnia 2009 | Korea Północna | 1:2 | Izrael | SPENS, Nowy Sad |

| Szczegóły      | Szczegóły            | Szczegóły       | Szczegóły                                  | Szczegóły                                    |
| -------------- | -------------------- | --------------- | ------------------------------------------ | -------------------------------------------- |
| Godzina: 17:00 | Kim M. C. 03:33 (PP) | (1:1, 0:1, 0:0) | 01:55 (PP) D. Spivak 22:32 (EQ) S. Frenkel | Widzów: 40 Sędzia główny: Władimir Naliwajko |

| 7 kwietnia 2009 | Serbia | 5:4 pk. | Estonia | SPENS, Nowy Sad |

| Szczegóły      | Szczegóły | Szczegóły                 | Szczegóły                                                                                  | Szczegóły                                 |
| -------------- | --- | ------------------------- | ------------------------------------------------------------------------------------------ | ----------------------------------------- |
| Godzina: 20:30 | B. Janković 08:48 (EQ) M. Kovačević 39:42 (EQ) B. Janković 42:55 (PP) M. Kovačević 51:34 (EQ) M. A. Fournier 65:00 (PS) | (1:0, 1:4, 2:0, 0:0, 1:0) | 21:02 (PP) O. Sildre 32:41 (EQ) M. Semjonov 35:11 (EQ) M. Semjonov 36:10 (PP) A. Kuznetsov | Widzów: 1000 Sędzia główny: Jacob Grumsen |

| 8 kwietnia 2009 | Islandia | 3:2 | Korea Północna | SPENS, Nowy Sad |

| Szczegóły      | Szczegóły                                                                | Szczegóły       | Szczegóły                               | Szczegóły                               |
| -------------- | ------------------------------------------------------------------------ | --------------- | --------------------------------------- | --------------------------------------- |
| Godzina: 13:30 | E. Alengaard 18:04 (PP) B. Jakobsson 25:22 (EQ) A. Mikaelsson 49:27 (EQ) | (1:2, 1:0, 1:0) | 10:23 (EQ) Om S. C. 12:53 (EQ) Om S. C. | Widzów: 20 Sędzia główny: Jacob Grumsen |

| 8 kwietnia 2009 | Estonia | 16:2 | Izrael | SPENS, Nowy Sad |

| Szczegóły      | Szczegóły | Szczegóły       | Szczegóły                                   | Szczegóły                                  |
| -------------- | --- | --------------- | ------------------------------------------- | ------------------------------------------ |
| Godzina: 17:00 | O. Sildre 04:04 (EQ) M. Semjonov 07:17 (EQ) M. Ivanov 07:47 (PP) K. Kaljuste 08:27 (EQ) V. Titarenko 12:22 (EQ) A. Perov 14:03 (PP) A. Jastrebov 23:10 (EQ) A. Perov 25:10 (EQ) A. Nekrassov 25:47 (EQ) M. Semjonov 27:00 (SH) V. Titarenko 33:03 (EQ) A. Perov 36:51 (EQ) D. Suur 39:50 (EQ) M. Ivanov 49:25 (EQ) A. Perov 50:08 (EQ) A. Sibirtsev 59:52 (PP) | (6:1, 7:1, 3:0) | 09:47 (PP) S. Frenkel 38:30 (EQ) N. Butbull | Widzów: 100 Sędzia główny: Przemysław Kępa |

| 8 kwietnia 2009 | Chiny | 3:5 | Serbia | SPENS, Nowy Sad |

| Szczegóły      | Szczegóły                                            | Szczegóły       | Szczegóły | Szczegóły                                     |
| -------------- | ---------------------------------------------------- | --------------- | --- | --------------------------------------------- |
| Godzina: 20:30 | Wang D. 05:07 (EQ) Fu N. 12:42 (PP) Du C. 23:58 (EQ) | (2:1, 1:3, 0:1) | 05:43 (PP) M. Kovačević 21:14 (EQ) B. Gabrić 26:45 (EQ) M. Kovačević 30:23 (PP) Č. Prokec 57:06 (EQ) F. Perowne | Widzów: 450 Sędzia główny: Władimir Naliwajko |

| 10 kwietnia 2009 | Chiny | 7:5 | Korea Północna | SPENS, Nowy Sad |

| Szczegóły      | Szczegóły | Szczegóły       | Szczegóły                                                                                            | Szczegóły                         |
| -------------- | --- | --------------- | --- | --------------------------------- |
| Godzina: 13:30 | Lang B. 07:06 (PP) Liu H. 10:50 (PP) Fu N. 21:14 (EQ) Dong L. 28:03 (PP) Fu N. 33:57 (EQ) Meng Q. 37:04 (PP) Liu H. 52:04 (PP) | (2:1, 4:1, 1:3) | 08:04 (PS) Ri S. G. 34:42 (EQ) Ri C. M. 42:18 (EQ) Ri C. M. 46:40 (SH) Ku S. M. 47:14 (EQ) Kim K. H. | Sędzia główny: Władimir Naliwajko |

| 10 kwietnia 2009 | Estonia | 16:1 | Islandia | SPENS, Nowy Sad |

| Szczegóły      | Szczegóły | Szczegóły       | Szczegóły                | Szczegóły                                 |
| -------------- | --- | --------------- | ------------------------ | ----------------------------------------- |
| Godzina: 17:00 | A. Sibirtsev 06:57 (EQ) V. Titarenko 09:43 (EQ) K. Kolpakov 13:22 (PP) V. Titarenko 14:39 (EQ) A. Jastrebov 21:39 (EQ) A. Sibirtsev 26:38 (EQ) V. Titarenko 35:04 (PP) M. Ivanov 37:42 (SH) V. Titarenko 39:00 (EQ) A. Sibirtsev 41:06 (PP) A. Ossipov 44:12 (EQ) D. Konõšev 45:54 (EQ) A. Perov 47:57 (EQ) A. Smetanin 51:31 (EQ) A. Perov 57:16 (EQ) A. Perov 58:08 (EQ) | (4:1, 5:0, 7:0) | 04:46 (EQ) S. Grettisson | Widzów: 25 Sędzia główny: Benny Haxelmans |

| 10 kwietnia 2009 | Serbia | 12:1 | Izrael | SPENS, Nowy Sad |

| Szczegóły      | Szczegóły | Szczegóły       | Szczegóły            | Szczegóły                                   |
| -------------- | --- | --------------- | -------------------- | ------------------------------------------- |
| Godzina: 20:30 | M. A. Fournier 04:49 (EQ) D. Jacob 07:46 (PP) B. Gabrić 11:15 (EQ) B. Mamić 15:38 (PP) M. Babić 26:26 (EQ) F. Perowne 28:09 (EQ) A. Kosić 31:51 (EQ) B. Mamić 36:50 (EQ) M. Babić 39:22 (EQ) B. Mamić 46:10 (EQ) M. Babić 55:30 (EQ) M. Kovačević 57:08 (EQ) | (4:0, 5:0, 3:1) | 47:56 (PP) A. Geller | Widzów: 1000 Sędzia główny: Przemysław Kępa |

| 11 kwietnia 2009 | Korea Północna | 1:16 | Estonia | SPENS, Nowy Sad |

| Szczegóły      | Szczegóły           | Szczegóły       | Szczegóły | Szczegóły                      |
| -------------- | ------------------- | --------------- | --- | ------------------------------ |
| Godzina: 13:30 | Ju S. H. 12:24 (EQ) | (1:5, 0:5, 0:6) | 03:49 (EQ) D. Konõšev 04:32 (EQ) A. Perov 11:38 (EQ) O. Sildre 14:28 (EQ) A. Nekrassov 18:34 (EQ) D. Konõšev 21:17 (PP) K. Kolpakov 24:19 (EQ) D. Suur 28:12 (EQ) D. Konõšev 34:23 (EQ) K. Karik 38:01 (PP) A. Kuznetsov 42:22 (PP) K. Kaljuste 44:44 (EQ) O. Sildre 45:12 (EQ) V. Titarenko 51:29 (EQ) M. Ivanov 57:03 (PP) A. Perov 59:39 (EQ) V. Titarenko | Sędzia główny: Przemysław Kępa |

| 11 kwietnia 2009 | Izrael | 1:5 | Chiny | SPENS, Nowy Sad |

| Szczegóły      | Szczegóły             | Szczegóły       | Szczegóły                                                                                         | Szczegóły                                |
| -------------- | --------------------- | --------------- | ------------------------------------------------------------------------------------------------- | ---------------------------------------- |
| Godzina: 17:00 | S. Frenkel 04:47 (PP) | (1:0, 0:3, 0:2) | 27:27 (PP) Chen L. 32:05 (EQ) Liu H. 37:40 (EQ) Wang X. N. 46:05 (EQ) Fu N. 47:15 (EQ) Wang X. N. | Widzów: 100 Sędzia główny: Jacob Grumsen |

| 11 kwietnia 2009 | Islandia | 1:6 | Serbia | SPENS, Nowy Sad |

| Szczegóły      | Szczegóły              | Szczegóły       | Szczegóły | Szczegóły                                  |
| -------------- | ---------------------- | --------------- | --- | ------------------------------------------ |
| Godzina: 20:30 | R. Hedström 27:27 (PP) | (0:3, 1:1, 0:2) | 15:00 (EQ) M. A. Fournier 18:56 (EQ) M. Kovačević 19:59 (PP) F. Perowne 27:42 (EQ) M. Kovačević 55:57 (PP) M. A. Fournier 57:19 (PP) B. Mamić | Widzów: 730 Sędzia główny: Benny Haxelmans |

| 13 kwietnia 2009 | Estonia | 16:3 | Chiny | SPENS, Nowy Sad |

| Szczegóły      | Szczegóły | Szczegóły       | Szczegóły                                            | Szczegóły                                  |
| -------------- | --- | --------------- | ---------------------------------------------------- | ------------------------------------------ |
| Godzina: 13:30 | A. Jastrebov 09:27 (SH) K. Kaljuste 18:56 (PP) O. Sildre 25:03 (SH) D. Suur 25:51 (SH) M. Ivanov 26:03 (SH) A. Nekrassov 26:21 (SH) V. Titarenko 27:14 (EQ) A. Kuznetsov 29:05 (PP) K. Kaljuste 30:41 (EQ) A. Jastrebov 31:34 (EQ) A. Nekrassov 37:33 (EQ) D. Konõšev 41:37 (SH) A. Kuznetsov 47:49 (EQ) A. Kuznetsov 48:17 (EQ) K. Kaljuste 50:07 (EQ) A. Sibirtsev 53:02 (PP) | (2:0, 9:1, 5:2) | 29:22 (SH) Cui Z. 50:32 (EQ) Fu N. 59:36 (PP) Liu H. | Widzów: 100 Sędzia główny: Przemysław Kępa |

| 13 kwietnia 2009 | Izrael | 3:4 | Islandia | SPENS, Nowy Sad |

| Szczegóły      | Szczegóły                                                             | Szczegóły       | Szczegóły                                                                                         | Szczegóły                                    |
| -------------- | --------------------------------------------------------------------- | --------------- | ------------------------------------------------------------------------------------------------- | -------------------------------------------- |
| Godzina: 17:00 | E. Oosterhuis 35:00 (EQ) S. Frenkel 47:23 (EQ) E. Revniaga 54:49 (PP) | (0:2, 1:1, 2:1) | 02:08 (PP) E. Alengaard 11:39 (EQ) S. Hrafnsson 22:04 (PP) E. Þormóðsson 46:41 (PP) S. Grettisson | Widzów: 20 Sędzia główny: Władimir Naliwajko |

| 13 kwietnia 2009 | Serbia | 12:2 | Korea Północna | SPENS, Nowy Sad |

| Szczegóły      | Szczegóły | Szczegóły       | Szczegóły                           | Szczegóły                                   |
| -------------- | --- | --------------- | ----------------------------------- | ------------------------------------------- |
| Godzina: 20:30 | B. Janković 01:13 (EQ) F. Perowne 07:28 (EQ) M. Babić 08:19 (EQ) B. Janković 11:01 (EQ) F. Perowne 16:25 (EQ) A. Kosić 17:19 (EQ) A. Kosić 18:02 (EQ) M. Sretović 19:06 (EQ) M. Kovačević 27:55 (EQ) B. Gabrić 32:21 (EQ) F. Mirković 44:22 (EQ) B. Gabrić 48:55 (EQ) | (8:0, 2:2, 2:0) | 20:16 (EQ) Mun C. 34:59 (EQ) Mun C. | Widzów: 1300 Sędzia główny: Benny Haxelmans |

### Tabela
Lp. = lokata, M = liczba rozegranych spotkań, W = Wygrane, WpD = Wygrane po dogrywce lub karnych, PpD = Porażki po dogrywce lub karnych, P = Porażki, G+ = Gole strzelone, G- = Gole stracone, Pkt = Liczba zdobytych punktów
| Lp. | Zespół         | M | W | WpD | PpD | P | G + | G - | +/- | Pkt |
| --- | -------------- | - | - | --- | --- | - | --- | --- | --- | --- |
| 1   | Serbia         | 5 | 4 | 1   | 0   | 0 | 40  | 11  | +29 | 14  |
| 2   | Estonia        | 5 | 4 | 0   | 1   | 0 | 68  | 12  | +56 | 13  |
| 3   | Chiny          | 5 | 2 | 1   | 0   | 2 | 21  | 29  | -8  | 8   |
| 4   | Islandia       | 5 | 2 | 0   | 1   | 2 | 11  | 30  | -19 | 7   |
| 5   | Izrael         | 5 | 1 | 0   | 0   | 4 | 9   | 38  | -29 | 3   |
| 6   | Korea Północna | 5 | 0 | 0   | 0   | 5 | 11  | 40  | -29 | 0   |

### Statystyki
| Lp. | Zawodnik          | Mecze | Gole | Strzały |
| --- | ----------------- | ----- | ---- | ------- |
| 1.  | Aleksandr Petrov  | 5     | 9    | 25      |
| 1.  | Vassili Titarenko | 5     | 9    | 29      |
| 3.  | Marko Kovačević   | 5     | 8    | 35      |
| 4.  | Fu Nan            | 5     | 6    | 16      |
| 5.  | Maksim Ivanov     | 5     | 5    | 20      |

| Lp. | Zawodnik            | Asysty |
| --- | ------------------- | ------ |
| 1.  | Aleksei Sibirtsev   | 12     |
| 2.  | Maksim Ivanov       | 10     |
| 2.  | Aleksandr Petrov    | 10     |
| 2.  | Dmitri Suur         | 10     |
| 5.  | Marc André Fournier | 8      |

| Lp. | Zawodnik          | Mecze | Gole | Asysty | Punkty |
| --- | ----------------- | ----- | ---- | ------ | ------ |
| 1.  | Aleksandr Petrov  | 5     | 9    | 10     | 19     |
| 2.  | Aleksei Sibirtsev | 5     | 5    | 12     | 17     |
| 3.  | Maksim Ivanov     | 5     | 5    | 10     | 15     |
| 4.  | Marko Kovačević   | 5     | 8    | 6      | 14     |
| 5.  | Vassili Titarenko | 5     | 9    | 4      | 13     |

| Lp. | Zawodnik            | Punkty |
| --- | ------------------- | ------ |
| 1.  | Dmitri Suur         | +21    |
| 2.  | Marc André Fournier | +15    |
| 2.  | Aleksandr Petrov    | +15    |
| 4.  | Maksim Ivanov       | +15    |
| 4.  | Aleksei Sibirtsev   | +15    |

| Lp. | Zawodnik              | Mecze | Kary |
| --- | --------------------- | ----- | ---- |
| 1.  | Daniel Bochner        | 5     | 36   |
| 2.  | Ron Soreanu           | 5     | 30   |
| 3.  | Wang Dahai            | 4     | 29   |
| 4.  | Edward Revniaga       | 4     | 20   |
| 5.  | Jónas Breki Magnússon | 5     | 20   |

| Lp. | Zawodnik                | GAA  | Obrona |
| --- | ----------------------- | ---- | ------ |
| 1.  | Dennis Hedström         | 3.44 | 91.30% |
| 2.  | Villem-Henrik Koitmaa   | 1.98 | 89.55% |
| 3.  | Milan Luković           | 2.16 | 89.11% |
| 4.  | Avihu Sorotsky-Grinberg | 5.73 | 87.50% |
| 5.  | Xie Ming                | 8.00 | 86.98% |

## Grupa B

### Wyniki
| 6 kwietnia 2009 | Hiszpania | 4:6 | Korea Południowa | Hala Sportów Zimowych, Sofia |

| Szczegóły      | Szczegóły                                                                            | Szczegóły       | Szczegóły | Szczegóły                                         |
| -------------- | ------------------------------------------------------------------------------------ | --------------- | --- | ------------------------------------------------- |
| Godzina: 12:00 | I. Gracia 38:56 (EQ) A. Roshchyn 45:12 (PP) J. Muñoz 47:21 (EQ) A. Pedraz 58:36 (EQ) | (0:2, 1:1, 3:3) | 03:02 (EQ) Jung B. C. 12:08 (EQ) Kim G. H. 21:09 (PP) Kwon T. A. 41:22 (PP) Kwon T. A. 51:01 (EQ) Song D. H. 59:59 (PP) Song D. H. | Widzów: 125 Sędzia główny: Jean Paul de Brabander |

| 6 kwietnia 2009 | Południowa Afryka | 2:4 | Meksyk | Hala Sportów Zimowych, Sofia |

| Szczegóły      | Szczegóły                                       | Szczegóły       | Szczegóły                                                                                 | Szczegóły                              |
| -------------- | ----------------------------------------------- | --------------- | ----------------------------------------------------------------------------------------- | -------------------------------------- |
| Godzina: 15:30 | C. Engelbrecht 30:22 (EQ) D. Cardoso 47:53 (PP) | (0:2, 1:0, 1:2) | 07:29 (EQ) S. Ortega 19:30 (EQ) B. Arroyo 52:37 (PP) A. Cervantes 59:35 (EN) A. Cervantes | Widzów: 115 Sędzia główny: Peter Gebei |

| 6 kwietnia 2009 | Belgia | 6:3 | Bułgaria | Hala Sportów Zimowych, Sofia |

| Szczegóły      | Szczegóły | Szczegóły       | Szczegóły                                                           | Szczegóły                                 |
| -------------- | --- | --------------- | ------------------------------------------------------------------- | ----------------------------------------- |
| Godzina: 19:00 | N. de Herdt 04:27 (PP) V. Camelbeeck 11:40 (EQ) B. Nuyts 19:43 (EQ) N. de Herdt 31:10 (PP) K. van Looy 36:56 (PP) S. van Buren 38:37 (PP) | (3:2, 3:1, 0:0) | 17:07 (PP) M. Bojadżiew 18:07 (PP) S. Muchaczow 29:15 (SH) A. Jotow | Widzów: 950 Sędzia główny: Horst Tschebul |

| 7 kwietnia 2009 | Korea Południowa | 8:2 | Meksyk | Hala Sportów Zimowych, Sofia |

| Szczegóły      | Szczegóły | Szczegóły       | Szczegóły                                  | Szczegóły                                  |
| -------------- | --- | --------------- | ------------------------------------------ | ------------------------------------------ |
| Godzina: 12:00 | Song D. H. 12:45 (EQ) Kim K. S. 22:12 (PP) Kim K. S.] 25:05 (PP) Kwon T. A. 42:35 (EQ) Kwon T. A. 43:26 (EQ) Kim W. J. 51:33 (PP) Ahn H. M. 54:33 (PP) Kim H. S. 57:20 (PP) | (1:0, 2:0, 5:2) | 45:57 (EQ) J. Canseco 56:09 (EQ) F. Ugarte | Widzów: 125 Sędzia główny: Igor Tsernoshov |

| 7 kwietnia 2009 | Belgia | 3:1 | Hiszpania | Hala Sportów Zimowych, Sofia |

| Szczegóły      | Szczegóły                                                         | Szczegóły       | Szczegóły                | Szczegóły                              |
| -------------- | ----------------------------------------------------------------- | --------------- | ------------------------ | -------------------------------------- |
| Godzina: 15:30 | V. Morgan 17:36 (EQ) D. Steijnen 22:20 (EQ) J. Peusens 31:10 (EQ) | (1:0, 2:0, 0:1) | 57:20 (PP) D. Coscojuela | Widzów: 189 Sędzia główny: Peter Gebei |

| 7 kwietnia 2009 | Bułgaria | 12:3 | Południowa Afryka | Hala Sportów Zimowych, Sofia |

| Szczegóły      | Szczegóły | Szczegóły       | Szczegóły                                                       | Szczegóły                                         |
| -------------- | --- | --------------- | --------------------------------------------------------------- | ------------------------------------------------- |
| Godzina: 19:00 | P. Chadżitonew 09:54 (PP) S. Muchaczow 11:50 (EQ) R. Stefanow 22:25 (EQ) A. Jotow 29:50 (PP) S. Muchaczow 32:11 (PS) S. Muchaczow 36:41 (EQ) S. Byczwarow 43:46 (EQ) S. Muchaczow 45:20 (SH) W. Wasilew 48:11 (SH) S. Byczwarow 56:01 (PP) M. Miłanow 59:31 (PP) S. Byczwarow 59:46 (EQ) | (2:0, 4:3, 6:0) | 27:24 (PP) D. Watson 33:14 (PP) J. Valadas 33:58 (EQ) A. Marais | Widzów: 720 Sędzia główny: Jean Paul de Brabander |

| 9 kwietnia 2009 | Belgia | 11:1 | Południowa Afryka | Hala Sportów Zimowych, Sofia |

| Szczegóły      | Szczegóły | Szczegóły       | Szczegóły          | Szczegóły                                 |
| -------------- | --- | --------------- | ------------------ | ----------------------------------------- |
| Godzina: 12:00 | V. Camelbeeck 05:58 (PP) V. Camelbeeck 09:01 (PP) N. de Herdt 11:02 (PP) V. Morgan 18:29 (EQ) M. Morgan 19:47 (PP) B. Nuyts 24:07 (PP) V. Camelbeeck 36:20 (EQ) J. Engelen 43:17 (PP) B. Nuyts 48:05 (EQ) K. van Looy 51:07 (PP) D. Steijnen 58:24 (EQ) | (5:0, 2:1, 4:0) | 21:16 (PP) M. Giot | Widzów: 65 Sędzia główny: Igor Tsernoshov |

| 9 kwietnia 2009 | Hiszpania | 4:1 | Meksyk | Hala Sportów Zimowych, Sofia |

| Szczegóły      | Szczegóły                                                                            | Szczegóły       | Szczegóły               | Szczegóły                                 |
| -------------- | ------------------------------------------------------------------------------------ | --------------- | ----------------------- | ----------------------------------------- |
| Godzina: 15:30 | S. Barnola 00:21 (EQ) P. Muñoz 15:06 (EQ) S. Barnola 23:49 (EQ) A. Betrán 55:56 (EQ) | (2:0, 1:0, 1:1) | 49:14 (EQ) A. Cervantes | Widzów: 152 Sędzia główny: Horst Tschebul |

| 9 kwietnia 2009 | Korea Południowa | 14:2 | Bułgaria | Hala Sportów Zimowych, Sofia |

| Szczegóły      | Szczegóły | Szczegóły       | Szczegóły                                         | Szczegóły                               |
| -------------- | --- | --------------- | ------------------------------------------------- | --------------------------------------- |
| Godzina: 19:00 | Kim D. H. 04:44 (PP) Lee Y. W. 08:32 (EQ) Choi J. S. 14:39 (EQ) Lee Y. W. 21:29 (EQ) Kim W. J. 21:37 (EQ) Ahn H. M. 26:30 (PS) Song D. H. 29:23 (PP) Choi J. S. 43:27 (PP) Lee Y. J. 45:18 (EQ) Kim K. S. 45:41 (EQ) Kim W. J. 47:49 (EQ) Ahn H. M. 51:37 (PP) Song D. H. 56:30 (PP) Kim G. H. 56:43 (PP) | (3:1, 4:0, 7:1) | 15:19 (PP) P. Chadżitonew 54:21 (EQ) S. Muchaczow | Widzów: 1055 Sędzia główny: Peter Gebei |

| 10 kwietnia 2009 | Meksyk | 1:9 | Belgia | Hala Sportów Zimowych, Sofia |

| Szczegóły      | Szczegóły            | Szczegóły       | Szczegóły | Szczegóły                                         |
| -------------- | -------------------- | --------------- | --- | ------------------------------------------------- |
| Godzina: 12:00 | B. Arroyo 39:13 (EQ) | (0:2, 1:5, 0:2) | 04:38 (PP) V. Morgan 18:14 (PP) J. Peusens 23:50 (PP) T. Vos 26:11 (EQ) T. Vos 27:31 (EQ) V. Camelbeeck 31:25 (PP) T. Vos 39:59 (SH) B. Nuyts 52:11 (PP) V. Morgan 54:45 (EQ) B. Kolodziejczyk | Widzów: 112 Sędzia główny: Jean Paul de Brabander |

| 10 kwietnia 2009 | Południowa Afryka | 0:15 | Korea Południowa | Hala Sportów Zimowych, Sofia |

| Szczegóły      | Szczegóły | Szczegóły       | Szczegóły | Szczegóły                                 |
| -------------- | --------- | --------------- | --- | ----------------------------------------- |
| Godzina: 15:30 |           | (0:7, 0:4, 0:4) | 02:43 (EQ) Kwon T. A. 03:35 (EQ) Jung B. C. 07:02 (EQ) Kim G. H. 08:44 (EQ) Jung B. C. 16:04 (EQ) Kim G. H. 16:51 (EQ) Lee D. K. 18:49 (EQ) Kim K. S. 22:38 (EQ) Kwon T. A. 25:24 (EQ) Kim K. S. 32:10 (EQ) Kwon T. A. 35:06 (PP) Song D. H. 44:36 (EQ) Jung B. C. 48:20 (EQ) Kim H. S. 49:33 (EQ) Park S. M. 56:51 (EQ) Kim K. S. | Widzów: 123 Sędzia główny: Horst Tschebul |

| 10 kwietnia 2009 | Bułgaria | 3:7 | Hiszpania | Hala Sportów Zimowych, Sofia |

| Szczegóły      | Szczegóły                                                             | Szczegóły       | Szczegóły | Szczegóły                                  |
| -------------- | --------------------------------------------------------------------- | --------------- | --- | ------------------------------------------ |
| Godzina: 19:00 | S. Muchaczow 06:46 (EQ) R. Stefanow 36:56 (EQ) R. Morgunow 45:48 (EQ) | (1:1, 1:2, 1:4) | 12:51 (PP) I. Gracia 28:09 (EQ) A. Betrán 37:59 (EQ) J. Muñoz 45:26 (EQ) J. Muñoz 46:24 (EQ) P. Muñoz 54:40 (PP) G. Betrán 58:41 (EQ) J. Muñoz | Widzów: 827 Sędzia główny: Igor Tsernoshov |

| 12 kwietnia 2009 | Hiszpania | 12:2 | Południowa Afryka | Hala Sportów Zimowych, Sofia |

| Szczegóły      | Szczegóły | Szczegóły       | Szczegóły                                | Szczegóły                                        |
| -------------- | --- | --------------- | ---------------------------------------- | ------------------------------------------------ |
| Godzina: 12:00 | A. Betrán 06:09 (EQ) J. Bernet 10:22 (EQ) D. Pérez 12:47 (EQ) A. Roshchyn 18:57 (SH) A. Gavilanes 22:31 (EQ) I. Codina 26:02 (PP) A. Pedraz 27:51 (EQ) P. Muñoz 47:19 (EQ) S. Barnola 48:26 (EQ) Á. Vea 54:26 (PP) J. Muñoz 58:35 (EQ) S. Barnola 59:22 (EQ) | (4:1, 3:0, 5:1) | 02:07 (EQ) M. Giot 50:19 (EQ) B. Stevens | Widzów: 75 Sędzia główny: Jean Paul de Brabander |

| 12 kwietnia 2009 | Korea Południowa | 5:2 | Belgia | Hala Sportów Zimowych, Sofia |

| Szczegóły      | Szczegóły                                                                                                 | Szczegóły       | Szczegóły                                     | Szczegóły                                  |
| -------------- | --- | --------------- | --------------------------------------------- | ------------------------------------------ |
| Godzina: 15:30 | Song D. H. 05:23 (PP) Lee Y. J. 14:02 (PP) Kim G. H. 30:16 (PP) Ahn H. M. 53:21 (EQ) Kim D. H. 57:48 (EQ) | (2:1, 1:0, 2:1) | 17:03 (PP) D. Steijnen 55:56 (PP) D. Steijnen | Widzów: 425 Sędzia główny: Igor Tsernoshov |

| 12 kwietnia 2009 | Meksyk | 3:10 | Bułgaria | Hala Sportów Zimowych, Sofia |

| Szczegóły      | Szczegóły                                                        | Szczegóły       | Szczegóły | Szczegóły                                  |
| -------------- | ---------------------------------------------------------------- | --------------- | --- | ------------------------------------------ |
| Godzina: 19:00 | M. Ramos 12:36 (EQ) F. Ugarte 42:26 (PP) A. Cervantes 52:16 (EQ) | (1:1, 0:3, 2:6) | 15:07 (EQ) M. Bojadżiew 29:33 (EQ) S. Muchaczow 31:00 (EQ) A. Jotow 32:46 (EQ) R. Stefanow 40:54 (SH) G. Mładenow 48:31 (EQ) W. Wasilew 49:34 (EQ) R. Morgunow 54:26 (EQ) M. Miłanow 56:05 (PP) A. Jotow 57:22 (SH) S. Muchaczow | Widzów: 1380 Sędzia główny: Horst Tschebul |

### Tabela
Lp. = lokata, M = liczba rozegranych spotkań, W = Wygrane, WpD = Wygrane po dogrywce lub karnych, PpD = Porażki po dogrywce lub karnych, P = Porażki, G+ = Gole strzelone, G- = Gole stracone, Pkt = Liczba zdobytych punktów
| Lp. | Zespół           | M | W | WpD | PpD | P | G + | G - | +/- | Pkt |
| --- | ---------------- | - | - | --- | --- | - | --- | --- | --- | --- |
| 1   | Korea Południowa | 5 | 5 | 0   | 0   | 0 | 48  | 10  | +38 | 15  |
| 2   | Belgia           | 5 | 4 | 0   | 0   | 1 | 31  | 11  | +20 | 12  |
| 3   | Hiszpania        | 5 | 3 | 0   | 0   | 2 | 28  | 15  | +13 | 9   |
| 4   | Bułgaria         | 5 | 2 | 0   | 0   | 3 | 30  | 33  | -3  | 6   |
| 5   | Meksyk           | 5 | 1 | 0   | 0   | 4 | 11  | 33  | -22 | 3   |
| 6   | RPA              | 5 | 0 | 0   | 0   | 5 | 8   | 54  | -46 | 0   |

### Statystyki
| Lp. | Zawodnik            | Mecze | Gole | Strzały |
| --- | ------------------- | ----- | ---- | ------- |
| 1.  | Stanisław Muchaczow | 5     | 9    | 45      |
| 2.  | Kwon Tae-an         | 5     | 7    | 25      |
| 2.  | Song Dong-hwan      | 5     | 7    | 21      |
| 4.  | Kim Ki-sung         | 5     | 6    | 26      |
| 5.  | Kim Geun-ho         | 5     | 5    | 15      |

| Lp. | Zawodnik       | Asysty |
| --- | -------------- | ------ |
| 1.  | Aleksiej Jotow | 13     |
| 2.  | Kim Won-jung   | 9      |
| 3.  | Kim Geun-ho    | 8      |
| 4.  | Kwon Tae-an    | 7      |
| 4.  | Björn Nuyts    | 7      |

| Lp. | Zawodnik            | Mecze | Gole | Asysty | Punkty |
| --- | ------------------- | ----- | ---- | ------ | ------ |
| 1.  | Aleksiej Jotow      | 5     | 4    | 13     | 17     |
| 2.  | Stanisław Muchaczow | 5     | 9    | 5      | 14     |
| 3.  | Kwon Tae-an         | 5     | 7    | 7      | 14     |
| 4.  | Kim Geun-ho         | 5     | 5    | 8      | 13     |
| 5.  | Song Dong-hwan      | 5     | 7    | 4      | 11     |

| Lp. | Zawodnik         | Punkty |
| --- | ---------------- | ------ |
| 1.  | Kwon Tae-an      | +11    |
| 2.  | Kim Geun-ho      | +11    |
| 3.  | Kim Won-jung     | +10    |
| 4.  | Aleksiej Jotow   | +8     |
| 5.  | Guillermo Betrán | +7     |

| Lp. | Zawodnik         | Mecze | Kary |
| --- | ---------------- | ----- | ---- |
| 1.  | Adrián Cervantes | 5     | 43   |
| 2.  | Roman Morgunow   | 5     | 40   |
| 2.  | Lorenz Sneyers   | 5     | 40   |
| 4.  | Sami Lipsonen    | 4     | 39   |
| 5.  | Martin Gjurow    | 5     | 32   |

| Lp. | Zawodnik             | GAA  | Obrona |
| --- | -------------------- | ---- | ------ |
| 1.  | Björn Steylen        | 2.64 | 91.97% |
| 2.  | Son Ho-seung         | 1.65 | 91.07% |
| 3.  | Ander Alcaine        | 3.25 | 90.15% |
| 4.  | Konstantin Michajłow | 6.64 | 87.57% |
| 5.  | Alfonso de Alba      | 5.03 | 87.50% |